# Heye International

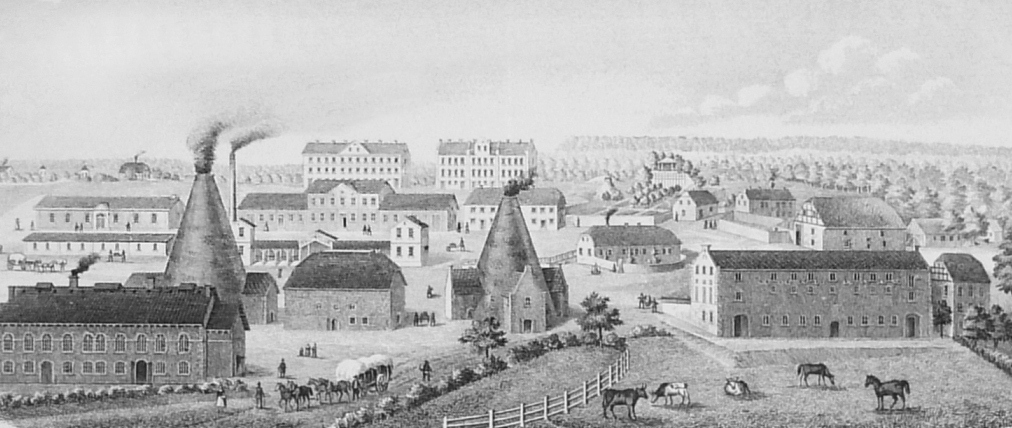
Vorläuferunternehmen Glashütte Schauenstein in Obernkirchen um 1845 mit zwei Glashüttentürmen

Heye International (HI) mit Sitz in niedersächsischen Obernkirchen ist ein Anlagen- und Maschinenbauunternehmen. Das Unternehmen ist auf die Planung und Betreuung kompletter Anlagen zur Herstellung von Glasbehältern (Flaschen und verschließbare Gläser) spezialisiert. Der aktuelle Schwerpunkt liegt bei der Fertigung von Glasmaschinen für Hohlglasartikel sowie der Prüfmaschinen zur automatischen Qualitätskontrolle der Artikel. Des Weiteren werden Strategien zur Optimierung der Produktionsprozesse entwickelt und entsprechend implementiert. Das weltweit tätige Unternehmen, das seit 2003 Teil der Ardagh-Gruppe ist, verfügt über einen weiteren Sitz in Stadthagen sowie in Nienburg.

## Geschichte

### Von der Gründung bis zum Zweiten Weltkrieg
Das Unternehmen geht auf die von Johann Conrad Storm 1799 in Obernkirchen gegründete Glashütte zurück. 1823 trat Caspar Hermann Heye als Teilhaber in das Unternehmen ein und 1827 nahm die Fabrik den Namen Glashütte Schauenstein an. 1842 wurde Caspar Hermann Heye Alleineigentümer der Fabrik, die von da ab unter dem Namen Hermann Heye firmierte. Im Jahr 1847 wurde die Unterstützungskasse für bedürftige Heye-Mitarbeiter und deren Angehörige gegründet. 1864 ließ sich Ferdinand Heye als Sohn von Caspar Hermann Heye sein Erbe auszahlen und gründete damit die Gerresheimer Glashütte.
Das Unternehmen wuchs im 19. Jahrhundert auch durch Zukäufe umfangreich. So wurden 1855 die Glashütte Wendthöhe am Bückeberg bei Stadthagen, 1859 die Glashütte Steinkrug am Deister und 1884 die Glasfabrik Annahütte in der Niederlausitz zugekauft. 1871 wurde die Heye’sche Glasfabrik in Nienburg/Weser eröffnet.
1888 diversifizierte sich das Unternehmen und begann mit der Gründung der F. C. Th. Heye Braunkohlenwerke „Annahütte“ den Braunkohlenbergbau. Ein Meilenstein der Firmengeschichte war die Einführung von vollautomatischen Owens-Produktionsmaschinen im Jahr 1906 durch Friedrich Carl Hermann Heye. 1913 wurde eine Glasfabrik in Flensburg erworben.
Nachdem bereits 1928 die Glashütte Steinkrug aufgegeben worden war, traf die Weltwirtschaftskrise Heye heftig. 1931 wurde die Glasfabrik in Nienburg und 1932 die Glashütte Wendthöhe bei Stadthagen stillgelegt. Die Glasfabrik in Flensburg stellte 1939 die Produktion ein.

### Nachkriegsgeschichte bis zur Insolvenz
Nach dem Zweiten Weltkrieg verlor Heye die Fabriken in der Sowjetischen Besatzungszone durch Enteignung. Die Glasfabrik Annahütte wurde 1945–1990 als Volkseigener Betrieb (VEB) in der ehemaligen DDR weitergeführt. Die Glasproduktion endete dort mit der Wende. Auch die verknüpften Braunkohlenwerke Annahütte wurden verstaatlicht.
In der Bundesrepublik Deutschland waren die Produktionsanlagen durch Kriegsschäden stark beschädigt. 1958 wechselten die Eigentümer des Unternehmens. Die Industriellenfamilie Baum trat als Gesellschafter und Geschäftsführer in das Unternehmen ein und firmierte unter dem Namen Heye Glas. Auch technisch erfolgt mit dem Einsatz der ersten IS-Produktionsmaschinen eine wichtige Änderung.
Im Jahr 1966 diversifizierte sich das Unternehmen erneut und startete den Bereich des Maschinen- und Anlagenbaus, also dem heutigen Geschäftsfeld. Mit der Entwicklung der weltweit ersten Leichtglasflasche (die 0,33-l-Paderborner-Bierflasche wog 135 g) im Jahr 1968 gelang eine in der Branche beachtete Innovation.
Seit den 1970er Jahren erfolgten eine internationale Expansion und der Erwerb zahlreicher Unternehmensbeteiligungen. Den 200. Geburtstag feierte Heye Glas 1999.

### Insolvenz, Verkauf und Reorganisation
2001 beschäftigte Heye weltweit rund 2500 Mitarbeiter und erzielte einen Umsatz von über 250 Millionen EUR. In Obernkirchen waren 967 Beschäftigte angestellt. Die Hermann Heye KG musste 2001 Insolvenz anmelden. Gründe waren zum einen der Preisverfall für Hohlglas um 30 % und zum anderen die Energiekostensteigerung primär durch die Einführung der Ökosteuer und der Vormarsch der PET-Flasche. In der Folge wurden 2002 die Beteiligungen an Sotancro Emballagem de Vidro SA (Amadora, Portugal), Ricardo Gallo (Marina Grande, Portugal) und Huta Szkla Dzialdowo (Dzialdowo, Polen) verkauft. Das verbleibende Unternehmen wurde zum 1. Januar 2003 an den irischen Behälterglashersteller Ardagh verkauft.
Die beiden Geschäftsbereiche Produktion Behälterglas und Maschinen- und Anlagenbau wurden rechtlich getrennt und unter dem Dach einer Holding der Muttergesellschaft Ardagh geführt. Der Bereich Produktion Behälterglas mit den Werken in Obernkirchen und in Germersheim wurde in die HEYE-GLAS GmbH überführt. Der Bereich des Maschinen- und Anlagenbaus firmiert seitdem als Heye International GmbH und beschäftigt heute über 400 Mitarbeiter. Beide Geschäftsbereiche sind nach einigen Umstrukturierungen des Konzerns Teil der Ardagh Group. Heye-International arbeitet innerhalb der Gruppe eigenverantwortlich und erwirtschaftet eine Gewinnabführung an diese.

### Ehemalige Tochtergesellschaften

#### Glasfabrik in Nienburg
Reiche Quarzsandvorkommen in der Umgebung der Stadt in Kombination mit der guten Verkehrsanbindung durch Eisenbahn und Weser veranlassten Theodor Heye um 1870, in Nienburg eine Glasfabrik zu gründen. Anfangs waren 20 Glasmacher an einem Ofen beschäftigt. Die Firma vergrößerte sich bald und beschäftigte bis zu 1000 Menschen. Dazu trug bei, dass Heye eine Werkssiedlung errichten ließ. Neben den Wohnhäusern bestanden als Gemeinschaftseinrichtungen Waschhäuser, eine Warmbadeanstalt, ein Backhaus sowie Konsum und Kantine und die Nordertorschule.
Trotz der sozialen Angebote gab es auch Unruhen. 1901 kam es zu einem Glasmacherstreik in der Glasfabrik, der sieben Monate andauerte und aus Sicht der streikenden Arbeiter erfolglos blieb. Mit der Einführung der Glasmaschine in den folgenden Jahren wurden die meisten Arbeitsplätze der Glasmacher wegrationalisiert.
Die Glasfabrik wurde 1931 infolge der Weltwirtschaftskrise geschlossen.

## Kunden
Heye International stattet auf allen Kontinenten Glaswerke für die Hohlglasproduktion aus. In der Vergangenheit wurden auch komplette Produktionsanlagen für neue Glashütten zusammen mit Partnern federführend geplant und in Betrieb genommen. Der aktuelle Fokus liegt allerdings auf dem Maschinenbau und Prozessoptimierung, speziell zur Herstellung von besonders leichten Flaschen. Viele der weltweit circa 650 industriell produzierenden Glashütten gehören zum Kundenkreis des Unternehmens. Dazu gehören die weltweit größten Behälterglashersteller, u. a. Anheuser-Busch InBev, Owens-Illinois (O-I), Verallia (Saint-Gobain), Şişecam, Gerresheimer und die Ardagh-Gruppe. Weiterhin sind Familienunternehmen mit einem oder wenigen Standorten im Kundenkreis.